# Mesochorus dilatus
Mesochorus dilatus är en stekelart som beskrevs av Dasch 1974. Mesochorus dilatus ingår i släktet Mesochorus och familjen brokparasitsteklar. Inga underarter finns listade i Catalogue of Life.